# سیب زنگارگون

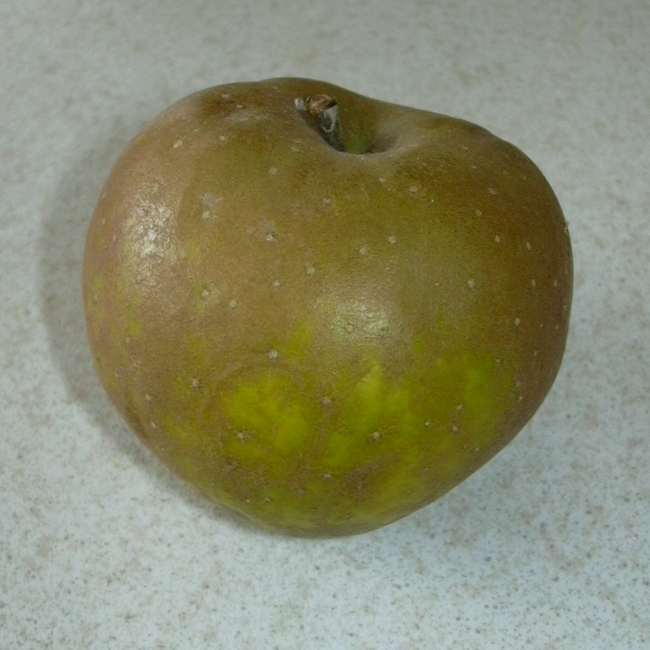
یک سیب زنگارگون اگرمونت که تقریباً به طور کامل پوشیده از زنگار است

سیب‌های زنگارگون، انواع و ارقامی از سیب‌ها هستند که به‌طور منظم زنگ‌زدگی جزئی یا کامل با لکه‌های زبری از قهوه‌ای مایل به سبز تا قهوه‌ای مایل به زرد نشان می‌دهند. در حالی که زنگ‌زدگی به طور کلی یک صفت نامطلوب در ارقام مدرن است، واریته‌های زنگارگون اغلب سنتی‌تر دیده می‌شوند و با طعم‌های معطر همراه هستند. 

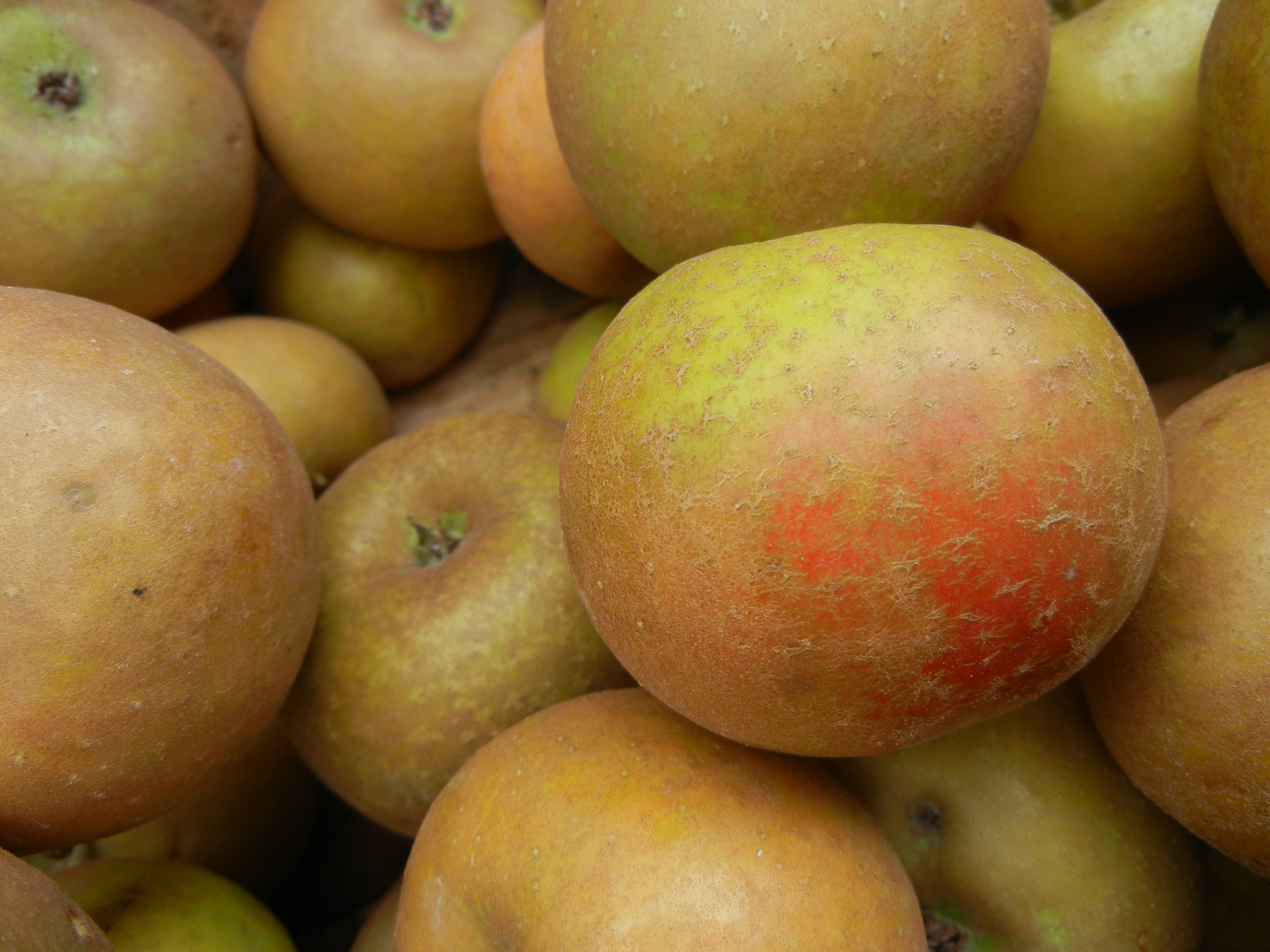
سیب "هسته اشمید"

## جستارهای بیشتر
- گلابی آسیایی Pyrus pyrifolia (همچنین به عنوان گلابی ژاپنی شناخته می‌شود)